# Tolna
Tolna  este un oraș în districtul Tolna, județul Tolna, Ungaria, având o populație de 11.396 de locuitori (2011). 

## Demografie
Componența etnică a orașului Tolna
     Maghiari (91,28%)
     Germani (4,69%)
     Romi (3,09%)
     Necunoscut (0,33%)
     Alții (0,61%)
Componența confesională a orașului Tolna
     Romano-catolici (44,11%)
     Fără religie (16,25%)
     Reformați (6,55%)
     Necunoscută (31,35%)
     Alte religii (2,72%)
Conform recensământului din 2011, orașul Tolna avea 11.396 de locuitori. Din punct de vedere etnic, majoritatea locuitorilor (91,28%) erau maghiari, existând și minorități de germani (4,69%) și romi (3,09%). Apartenența etnică nu este cunoscută în cazul a 0,33% din locuitori. Nu există o religie majoritară, locuitorii fiind romano-catolici (44,11%), persoane fără religie (16,25%) și reformați (6,55%). Pentru 31,35% din locuitori nu este cunoscută apartenența confesională.